# Lutita
La lutita (del latín lutum, 'lodo') es una roca sedimentaria clástica de grano muy fino, textura pelítica, variopinta; es decir, integrada por detritos clásticos constituidos por partículas de los tamaños de la arcilla y del limo. En las lutitas negras el color se debe a existencia de materia orgánica. Si la cantidad de esta es muy elevada se trata de lutitas bituminosas.
Colores gris, gris azulado, blanco y verde son característicos de ambientes deposicionales ligeramente reductores. Coloraciones rojas y amarillas representan ambientes oxidantes.
Las lutitas son porosas y a pesar de esto son impermeables, porque sus poros son muy pequeños y no están bien comunicados entre ellos. Pueden ser rocas madre de petróleo y de gas natural. Por metamorfismo se convierten en pizarras o en filitas. Su diagénesis corresponde a procesos de compactación y deshidratación.

## Tipos de lutitas

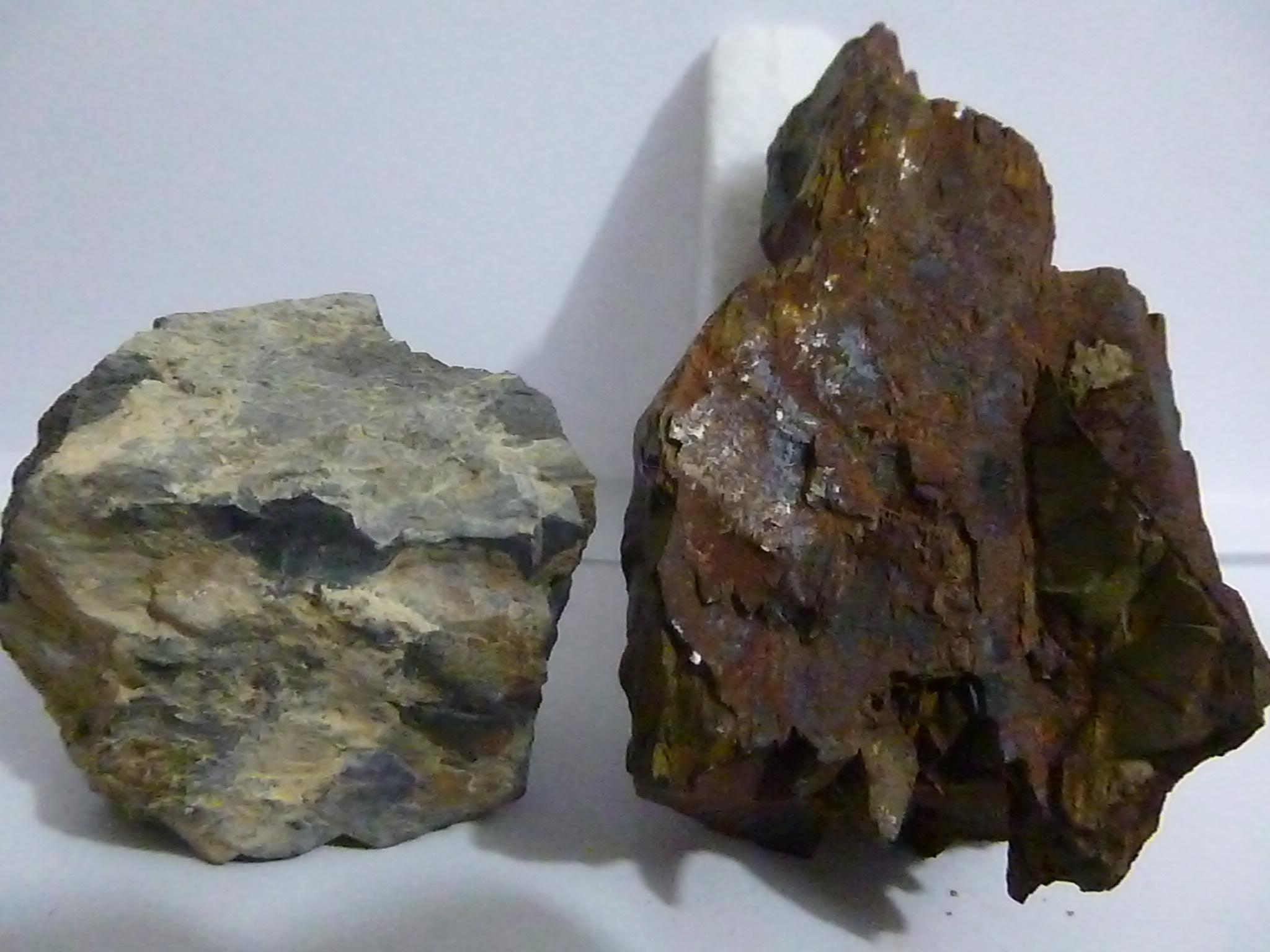
Lutitas de coloraciones diferentes.

Según su forma de fragmentación, las lutitas pueden ser fisibles o no fisibles. Las fisibles (shales) se escinden en planos paralelos espacialmente próximos. Las no fisibles, en cambio, se rompen en fragmentos o bloques.

## Petróleo de lutitas y gas de lutitas
El método de perforación mediante fracturación hidráulica, debido al descubrimiento de la propiedad «endurecedora» del fruto pulverizado de la leguminosa guar en el agua, permite inyectar arena en pozos horizontales, lo que ha propiciado la extracción del petróleo y del gas natural contenidos en lutitas.